# إسلام أباد (شهرضا)
إسلام أباد هي قرية في مقاطعة شهرضا، إيران. عدد سكان هذه القرية هو 4,489 في سنة 2006.